# Tvărdița, Bulgaria
Tvărdița (în bulgară Твърдица) este un oraș în comuna Tvărdița, regiunea Sliven,  Bulgaria. 

## Demografie
Componența etnică a orașului Tvărdița
     Nicio identificare (5,94%)
     Bulgari (85,42%)
     Romi (8,09%)
     Turci (0,28%)
     Altele (0,24%)
La recensământul din 2011, populația orașului Tvărdița era de 5.667 locuitori. Din punct de vedere etnic, majoritatea locuitorilor (85,42%) erau bulgari, cu o minoritate de romi (8,09%). Pentru 5,94% din locuitori nu este cunoscută apartenența etnică.